# Croix de Grazac
La croix de Grazac  est une croix monumentale située à Saint-Vidal, en France.

## Généralités
La croix est située dans le hameau de Grazac, sur le territoire de la commune de Saint-Vidal, dans le département de la Haute-Loire, en région Auvergne-Rhône-Alpes, en France.

## Historique
La croix est datée du XVIIe siècle.
La croix est inscrite au titre des monuments historiques par arrêté du 11 juin 1930.

## Description
La croix est en pierre et est de style « Ostensoir », de par les rayons directement sculptés dans la pierre.
Le socle de la croix est circulaire, aminci au centre, lui donnant une forme de sablier. Au dessus, le fut est également circulaire et légèrement conique. Un chapiteau plat, circulaire et dentelé, en forme d'assiette, sépare le fut de la croix. Le croisillon est de section carré agrémenté de rayons entourant la sculpture. 
Au niveau iconographique, un Christ en croix est représenté ; Aucune autre sculpture n'est présente de l'autre côté de la croix.